# Karen Hogan
Karen Hogan, CPA, CA, est la vérificatrice générale du Canada depuis 2020.

## Biographie
Née à Montréal en 1971, dans l’arrondissement de Saint-Laurent, elle fait sa scolarité primaire en français, puis fréquente le cégep Vanier avant de poursuivre ses études à l'Université Concordia, où elle obtient un baccalauréat et un diplôme d'études supérieures en comptabilité.
Après avoir exercé des fonctions de vérificatrice, de directrice et de contrôleuse de gestion dans le secteur privé à Montréal, à Thunder Bay et à Ottawa, Karen Hogan accepte en 2006 un poste de direction au Bureau du vérificateur général du Canada. Le premier ministre Justin Trudeau la nomme vérificatrice générale du Canada en juin 2020. Elle succède à Sylvain Ricard, qui assurait l’intérim depuis le décès de Michael Ferguson.
Karen Hogan est membre de l'Ordre des comptables professionnels agréés du Québec et de l’Ordre des comptables professionnels agréés de l’Ontario.